# 搖祭

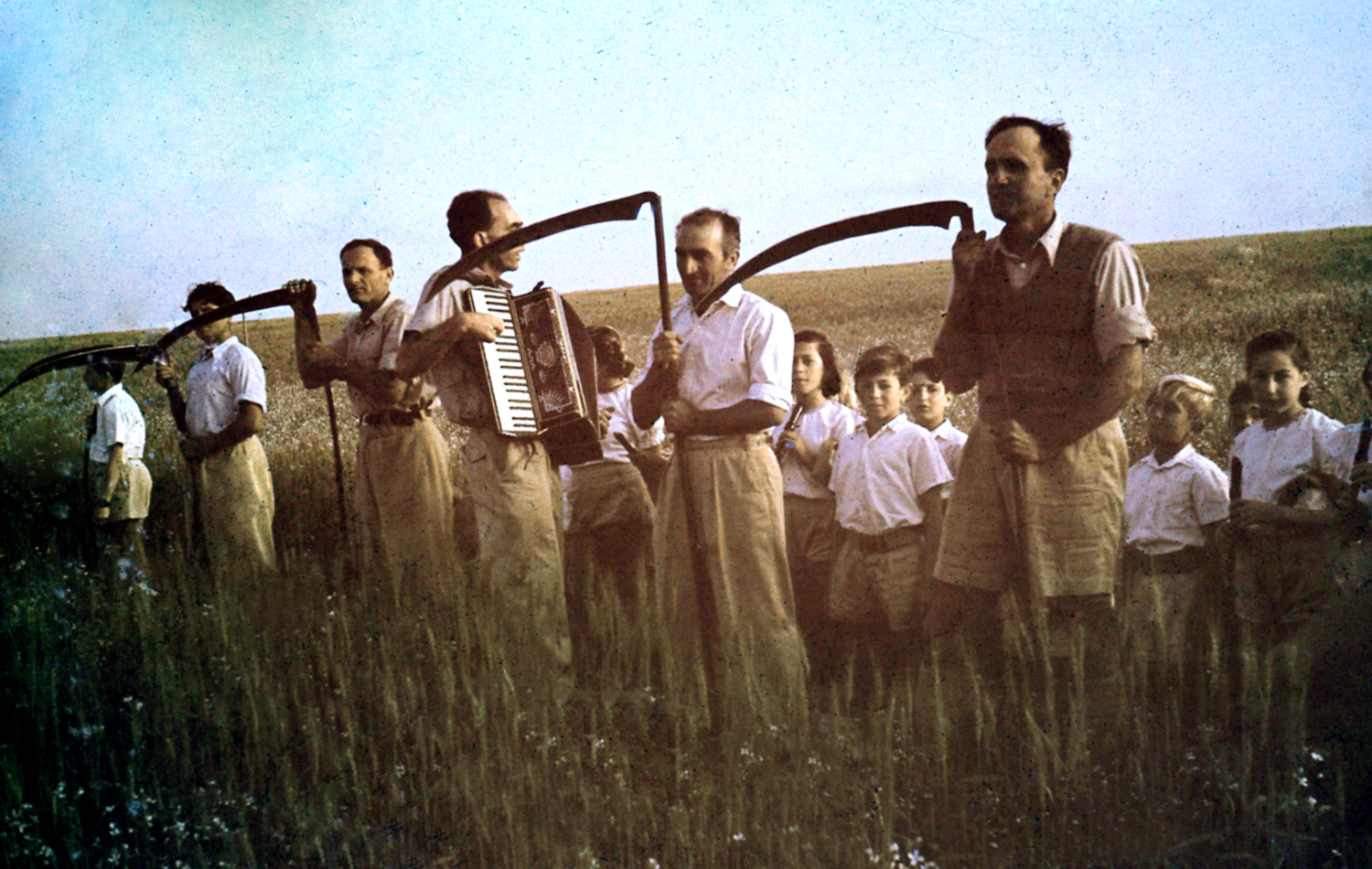
"把这一捆在耶和华面前摇一摇"

搖祭是由祭司揮舞（T'nufah希伯來文）祭物的一種祭典，可能是平安祭中特別向上帝呈現的一部份。然後，一部份的祭物會成為祭司的財產。
利未記 23:11 他要把这一捆在耶和华面前摇一摇，使你们得蒙悦纳。祭司要在安息日的次日把这捆摇一摇